# هولکومب (واشینگتن)
هولکومب (به انگلیسی: Holcomb) یک منطقهٔ مسکونی در ایالات متحده آمریکا است که در شهرستان پاسیفیک، واشینگتن واقع شده‌است.